# 7986 Romania
7986 Romania eller 1981 EG15 är en asteroid i huvudbältet som upptäcktes den 1 mars 1981 av den amerikanska astronomen Schelte J. Bus vid Siding Spring-observatoriet. Den är uppkallad efter det europeiska landet Rumänien.